# Saint-André-le-Désert
Saint-André-le-Désert ist eine französische Gemeinde mit 245 Einwohnern (Stand: 1. Januar 2022) im Département Saône-et-Loire in der Region Bourgogne-Franche-Comté (vor 2016 Bourgogne). Die Gemeinde gehört zum Arrondissement Mâcon und zum Kanton Cluny.

## Geografie
Saint-André-le-Désert liegt etwa 28 Kilometer nordwestlich von Mâcon und etwa 30 Kilometer südwestlich von Chalon-sur-Saône.
Nachbargemeinden von Saint-André-le-Désert sind Saint-Martin-de-Salencey im Norden und Nordwesten, Sailly im Norden, Chérizet im Nordosten, Salornay-sur-Guye im Osten und Nordosten, La Vineuse sur Fregande im Osten und Südosten, Saint-Vincent-des-Prés und Pressy-sous-Dondin im Süden sowie Saint-Bonnet-de-Joux im Westen und Südwesten.

## Bevölkerungsentwicklung
| Jahr                      | 1962 | 1968 | 1975 | 1982 | 1990 | 1999 | 2006 | 2011 | 2016 |
| Einwohner                 | 368  | 317  | 297  | 286  | 265  | 261  | 264  | 264  | 251  |
| Quelle: Cassini und INSEE |      |      |      |      |      |      |      |      |      |

## Sehenswürdigkeiten
- Kirche Saint-André, Monument historique
- Burg Gros-Chigy, seit 1967 Monument historique

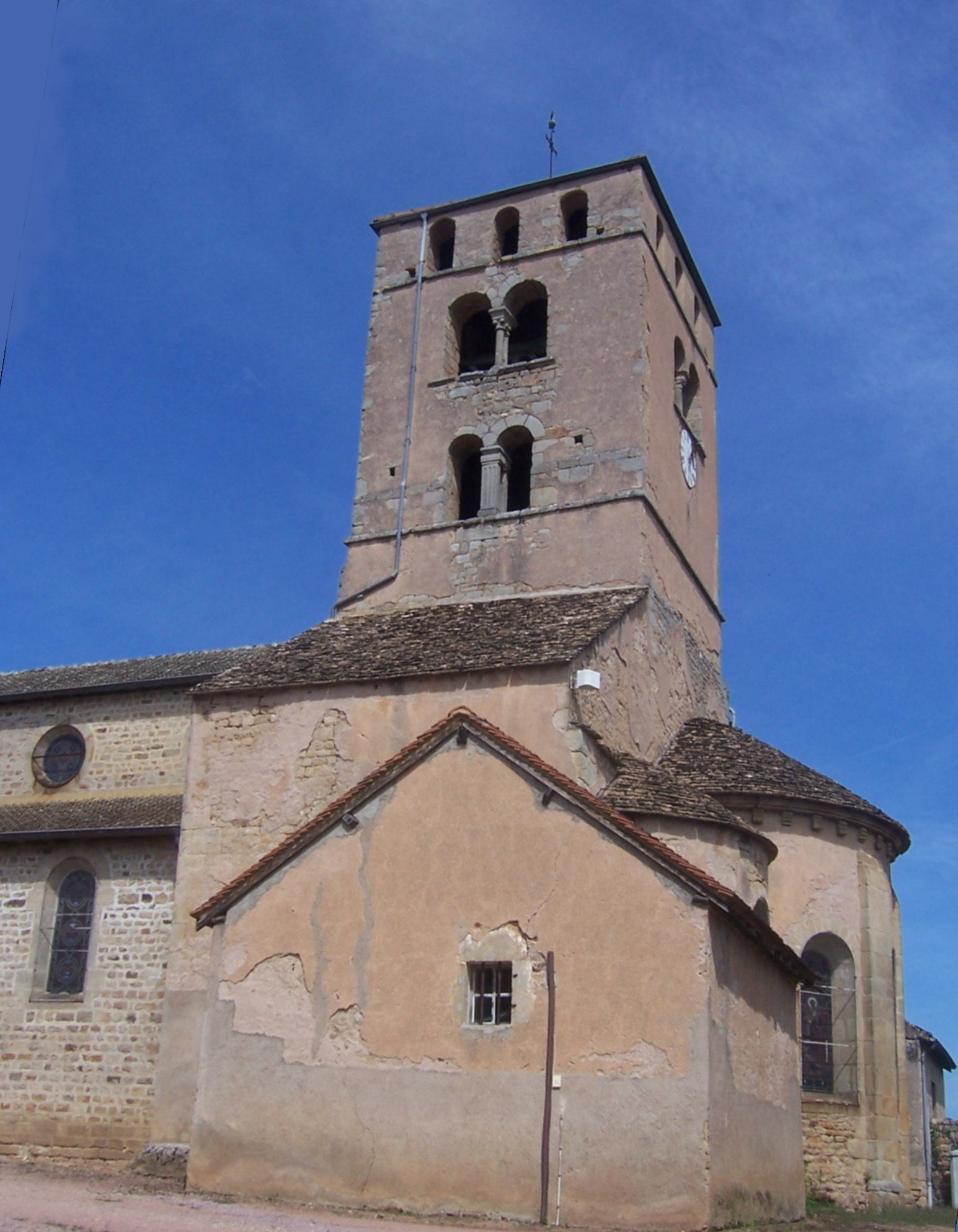
Kirche Saint-André